# Europacup II hockey mannen 2005
De 16de editie van de Europacup II voor mannen werd gehouden van 25 maart tot en met 28 maart 2005 in het Franse Rijsel. Er deden acht teams mee, verdeeld over twee poules. Club de Campo won deze editie van de Europacup II. 

## Poule-indeling

### Eindstand Poule A
| Team                       | Pnt | GS | W | G | V | DV | DT | DS  |
| -------------------------- | --- | -- | - | - | - | -- | -- | --- |
| 1. Club de Campo           | 9   | 3  | 3 | 0 | 0 | 17 | 5  | +12 |
| 2. Oranje Zwart            | 6   | 3  | 2 | 0 | 1 | 17 | 7  | +10 |
| 3. Dinamo Moskva Region HC | 3   | 3  | 1 | 0 | 2 | 9  | 17 | -8  |
| 4. SKS Start Gniezno HC    | 0   | 3  | 0 | 0 | 3 | 4  | 18 | -14 |

### Eindstand Poule B
| Team               | Pnt | GS | W | G | V | DV | DT | DS  |
| ------------------ | --- | -- | - | - | - | -- | -- | --- |
| 1. Cannock HC      | 7   | 3  | 2 | 1 | 0 | 11 | 3  | +8  |
| 2. Uhlenhorster HC | 6   | 3  | 2 | 0 | 1 | 8  | 3  | +5  |
| 3. Lille MHC       | 4   | 3  | 1 | 1 | 1 | 6  | 5  | +1  |
| 4. CUS Bologna     | 0   | 3  | 0 | 1 | 2 | 14 | 0  | -14 |

## Poulewedstrijden

### Vrijdag 25 maart 2005
- 10.00 A Oranje Zwart - Dinamo Moskva (3-2) 9-2
- 12.00 A Club de Campo - SKS Start Gniezno (2-0) 7-1
- 14.00 B Cannock - CUS Bologna (2-0) 6-0
- 16.00 B Uhlenhorster - Lille MHC (1-0) 2-1

### Zaterdag 26 maart 2005
- 10.00 A Oranje Zwart - SKS Start Gniezno (2-1) 6-1
- 12.00 A Club de Campo - Dinamo Moskva (4-0) 6-2
- 14.00 B Cannock - Lille MHC (2-3) 3-3
- 16.00 B Uhlenhorster - CUS Bologna (3-0) 6-0

### Zondag 27 maart 2005
- 10.00 A SKS Start Gniezno - Dinamo Moskva (1-3) 2-5
- 12.00 A Oranje Zwart - Club de Campo (1-1) 2-4
- 14.00 B Cannock - Uhlenhorster (1-0) 2-0
- 16.00 B Lille MHC - CUS Bologna (1-0) 2-0

## Finales

### Maandag 28 maart 2005
- 09.00 4A - 3B SKS Start Gniezno - Lille MHC 2-3
- 10.30 3A - 4B Dinamo Moskva - CUS Bologna 2-0
- 11.30 2A - 2B Oranje Zwart - Uhlenhorster 4-4 (7-8 ns)
- 14.00 1A - 1B Club de Campo - Cannock 4-2

## Einduitslag
1.  Club de Campo 

2.  Cannock HC 

3.  Uhlenhorster HC 

4.  Oranje Zwart 

5.  Lille MHC 

5.  Dinamo Moskva Region HC 

7.  SKS Start Gniezno HC 

7.  CUS Bologna 

Mannen:
1990 ·
Terrassa 1991 ·
Vught 1992 ·
Birmingham 1993 ·
Terrassa 1994 ·
Cagliari 1995 ·
Den Haag 1996 ·
Reading 1997 ·
's-Hertogenbosch 1998 ·
Amsterdam 1999 ·
Terrassa 2000 ·
's-Hertogenbosch 2001 ·
Eindhoven 2002 ·
Terrassa 2003 ·
Eindhoven 2004 ·
Lille 2005 ·
Reading 2006 ·
Madrid 2007 

Opgegaan in de Euro Hockey League
Vrouwen:
1991 ·
Vught 1992 ·
Birmingham 1993 ·
Cardiff 1994 ·
Groningen 1995 ·
Rotterdam 1996 ·
Utrecht 1997 ·
Leuven 1998 ·
Terrassa 1999 ·
Keulen 2000 ·
Rome 2001 ·
Ourense 2002 ·
Rotterdam 2003 ·
Laren 2004 ·
Keulen 2005 ·
Edinburgh 2006 ·
Madrid 2007 ·
Parijs 2008 ·
Manchester 2009

Opgegaan in de Europcacup I